# Débora Falabella
Débora Lima Falabella (Belo Horizonte, 22 de fevereiro de 1979) é uma atriz, diretora e produtora brasileira. Ela é ganhadora de vários prêmios como atriz, incluindo um Grande Otelo, dois Prêmio APCA, um Prêmio Shell, um Prêmio ACIE, quatro Prêmios Qualidade Brasil e um Kikito do Festival de Gramado, além de ter sido indicada a quatro Prêmios Guarani.
Conhecida por interpretar Estrela em Chiquititas, Cuca em Um Anjo Caiu do Céu, Mel em O Clone, Duda em Senhora do Destino, a Sinhá Moça em Sinhá Moça, Nina/Rita em Avenida Brasil, Irene em A Força do Querer, Isabel na minissérie Se Eu Fechar os Olhos Agora e Natalie em Aruanas. Também por seus memoráveis papéis no cinema brasileiro, tais como Paco em 2 Perdidos numa Noite Suja, Lisbela em Lisbela e o Prisioneiro, Carolina em A Dona da História, Luísa em Primo Basílio e Claudia em O Filho Eterno.
Fundou a companhia teatral "Grupo 3 de Teatro" ao lado de Yara de Novaes e Gabriel Fontes Paiva, existente desde 2005. Dentre as peças realizadas pelo grupo estão A Serpente, O Continente Negro, O Amor e Outros Estranhos Rumores, Contrações e Love, Love, Love. As peças renderam ao grupo prêmios APCA, APTR, Questão de Crítica e Aplauso Brasil.

## Carreira

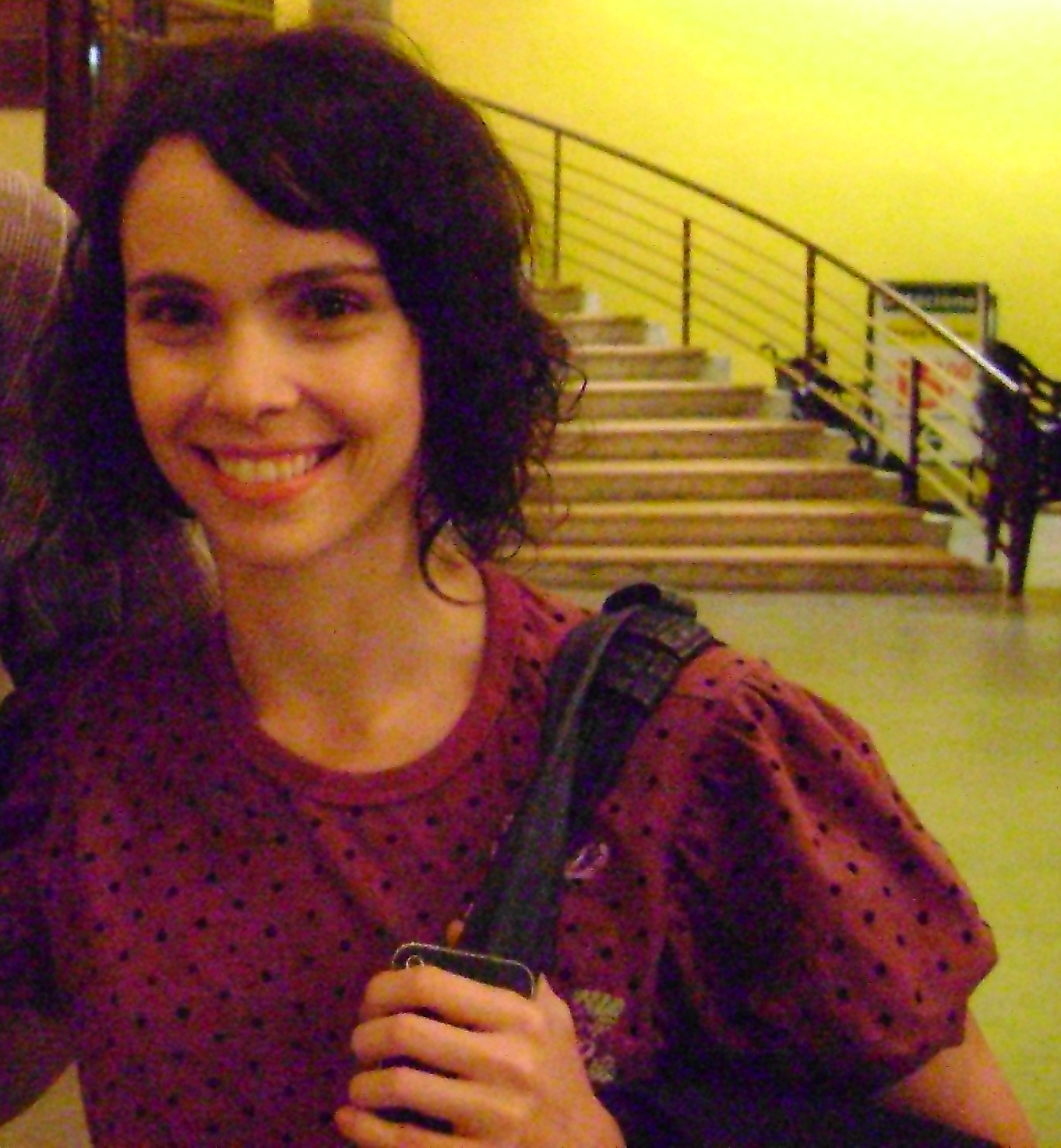
Débora após a apresentação da peça "O Amor e Outros Estranhos Rumores", em São Paulo.

Começou a carreira em 1995, aos quinze anos, na peça Flicts, do escritor Ziraldo. Fez diversos teste até que, no início de 1999, estreou na televisão em uma participação especial na quinta temporada de Malhação, interpretando animada Antônia que tentava atrapalhar o romance dos personagens de Dani Valente e Bruno Gradim. Logo após fez uma participação na série médica Mulher. Em 1999 passou no teste seu primeiro na personagem fixo na telenovela infantil Chiquititas, do SBT. Durante as gravações, morou em Buenos Aires, onde estava toda a equipe da telenovela.
Após passar por mais um teste, Débora ganhou o papel da rebelde Cuca na telenovela Um Anjo Caiu do Céu, da Rede Globo. Entre uma gravação e outra, estreou nas telonas do cinema, no curta-metragem Françoise. Na pele de uma menina solitária e com muitas fantasias na cabeça, Débora levou o prêmio de melhor atriz nos Festivais de Gramado e de Brasília, além de receber menção honrosa no Festival do Rio BR. Antes mesmo de acabar as gravações da novela, já fora convidada a interpretar Mel em O Clone, seu primeiro papel em horário nobre, em que foi elogiada por fazer uma menina que se envolve seriamente com drogas.
Em 2004 deu vida a Duda em Senhora do Destino ela era apaixonada por Viriato (Marcello Antony) os dois vivem uma relação tumultuada, já que não é aceito pelos pais da moça.
Na minissérie JK deu vida a Sarah Kubitschek, na fase ainda jovem da personagem. Em seguida, protagonizou a telenovela Sinhá Moça. No teatro está em cartaz com a peça A Serpente. Também apresentou na TV a cabo o programa Cineview, uma agenda semanal sobre cinema.
Em 2007 foi uma das protagonistas da telenovela Duas Caras, na qual viveu Júlia de Queiroz Barreto, uma jovem cineasta que se apaixona por Evilásio Caó (personagem de Lázaro Ramos), um rapaz de classe mais baixa e negro, provocando a reação do pai, o advogado Paulo Barreto (vivido por Stênio Garcia).
Interpretou a vilã cômica Beatriz Cristina, na telenovela Escrito nas Estrelas da Rede Globo.
Em 2011 fez uma participação especial na novela Ti Ti Ti, no mesmo ano fez parte do elenco do seriado A Mulher Invisível. Está no elenco de Homens de Bem.
Em 2012, interpretou sua primeira protagonista no horário nobre, como a mocinha vingativa Nina, de Avenida Brasil. Em 2014, interpreta Ray, namorada de um serial killer, na telessérie Dupla Identidade, de Glória Perez. Em 2016 volta à TV na série Nada Será Como Antes ao lado de Murilo Benício, como a atriz de radionovelas Verônica Maia. No mesmo ano volta às novelas em A Força do Querer, na pele da vilã Irene, uma psicopata perigosa, dissimulada e com um passado misterioso.
Em 2018, protagonizou a série Se Eu Fechar os Olhos Agora interpretando primeira-dama Isabel Marques Torres. Entre 2019 e 2021 integrou o elenco de Aruanas, série de investigação ambiental protagonizada por ela, Taís Araújo e Leandra Leal. A história acompanha três amigas que formam a ONG Aruana e vão investigar a ação de uma mineradora na Floresta Amazônica. Em 2021, no dia 25 de fevereiro, estreou nos cinemas o filme Depois a Louca Sou Eu, com Débora como protagonista. O filme conta a biografia da escritora Tati Bernardi, com direção de Júlia Rezende. Em 2023, retornou às telenovelas em Terra e Paixão na pele de Lucinda do Carmo Amorim, uma mulher sofrida que luta para sustentar a casa e cuidar do filho que sofre de albinismo, sofrendo constantes agressões do marido.

## Vida pessoal
É filha do ator Rogério Falabella e da cantora Maria Olympia. É irmã da atriz Cynthia Falabella e da produtora Junia Falabella. É prima de 12º grau do ator Miguel Falabella.
Débora torce pelo Cruzeiro EC, de Belo Horizonte, indo a todos os jogos.
De 2000 a 2003 namorou com o ator Daniel de Oliveira. Em 2004 começou a namorar com o músico e apresentador Chuck Hipolitho, da banda Forgotten Boys. Eles foram viver juntos em 2005. Em 9 de maio de 2009 nasceu a filha do casal: Nina Falabella Hipolitho, vinda ao mundo de parto normal, com  3,3 kg na maternidade São Luis, em São Paulo. O casal se separou em 2010.
De 2011 a 2012 namorou o ator Daniel Alvim. Ainda em 2012 começou a namorar com Murilo Benício, tendo ambos ido viver juntos após três meses de namoro. A assessoria da atriz confirmou sua separação de Murilo no dia 6 de maio de 2019. Os dois viveram juntos por 7 anos. Em outubro de 2019, assumiu o namoro com o ator Gustavo Vaz. Em novembro de 2022 se casou com o diretor e roteirista Fernando Fraiha.

## Filmografia

### Televisão
| Ano  | Título                      | Personagem                                      | Notas                                   |
| ---- | --------------------------- | ----------------------------------------------- | --------------------------------------- |
| 1998 | Malhação                    | Antônia                                         | Episódios: "5–28 de março"              |
| 1999 | Mulher                      | Aninha                                          | Episódio: "A Primeira Vez"              |
| 1999 | Chiquititas                 | Estrela Bragança D'Ávila                        | Temporadas 4–5                          |
| 2001 | Um Anjo Caiu do Céu         | Maria Cristina Medeiros (Cuca)                  |                                         |
| 2001 | O Clone                     | Melissa Assunção Ferraz (Mel)                   |                                         |
| 2003 | Agora É que São Elas        | Leonarda Mendes Galvão (Léo)                    |                                         |
| 2004 | Um Só Coração               | Raquel Rosenberg                                |                                         |
| 2004 | Senhora do Destino          | Maria Eduarda Correia de Andrade e Couto (Duda) |                                         |
| 2004 | Tá na Roda                  | Apresentadora                                   |                                         |
| 2006 | JK                          | Sarah Lemos Kubitschek (jovem)                  | Episódios: "3–12 de janeiro"            |
| 2006 | Cineview                    | Apresentadora                                   |                                         |
| 2006 | Sinhá Moça                  | Maria das Graças Ferreira Fontes (Sinhá Moça)   |                                         |
| 2006 | Sitcom.br                   | Sheila                                          | Episódio: "Ponto nos Is"                |
| 2007 | Duas Caras                  | Júlia de Queiroz Barreto                        |                                         |
| 2009 | Som & Fúria                 | Sarah                                           |                                         |
| 2010 | Escrito nas Estrelas        | Beatriz Cristina Tavares Miranda                |                                         |
| 2011 | Ti Ti Ti                    | Isabel Amorim                                   | Episódios: "1 de fevereiro–18 de março" |
| 2011 | A Mulher Invisível          | Clarisse                                        |                                         |
| 2011 | Homens de Bem               | Mary                                            | Telefilme                               |
| 2012 | Avenida Brasil              | Nina Sauer García / Rita Moura dos Santos       |                                         |
| 2014 | Dupla Identidade            | Rayane Gurgel (Ray)                             |                                         |
| 2015 | As Canalhas                 | Julieta                                         | Episódio: "Julieta"                     |
| 2016 | Nada Será Como Antes        | Verônica Maia                                   |                                         |
| 2017 | A Força do Querer           | Irene Steiner / Solange Lima                    |                                         |
| 2018 | Se Eu Fechar os Olhos Agora | Isabel Marques Torres                           |                                         |
| 2019 | Vítimas Digitais            | Renata Guimarães                                | Episódio: "Renata"                      |
| 2019 | Aruanas                     | Natalie Lima Melo                               | Temporadas 1–2                          |
| 2023 | Terra e Paixão              | Lucinda do Carmo Amorim                         |                                         |
| 2023 | Fim                         | Irene                                           |                                         |
| 2025 | A Fábrica de Sonhos         | Agatha / Anna                                   | Especial 60 anos Globo                  |

### Cinema
| Ano  | Título                              | Personagem           | Notas          |
| ---- | ----------------------------------- | -------------------- | -------------- |
| 2001 | Françoise                           | Françoise            | Curta-metragem |
| 2002 | 2 Perdidos numa Noite Suja          | Paco / Rita          |                |
| 2003 | Lisbela e o Prisioneiro             | Lisbela              |                |
| 2003 | Looney Tunes: De Volta à Ação       | Kate Houghton (Voz)  | Dublagem       |
| 2004 | Cazuza - O Tempo Não Para           | Dani (Denise Dumont) |                |
| 2004 | A Dona da História                  | Carolina (jovem)     |                |
| 2006 | 5 Mentiras                          | Chucky               | Curta-metragem |
| 2007 | Primo Basílio                       | Luísa                |                |
| 2008 | La Dolorosa                         | Miranda              | Curta-metragem |
| 2008 | Quarto 38                           | Simone               | Curta-metragem |
| 2009 | Doce Amargo                         | Moira / Moema        | Curta-metragem |
| 2011 | Meu País                            | Manuela              |                |
| 2011 | Homens de Bem                       | Mary                 |                |
| 2013 | Dois Macacos mais Um                | Débora               |                |
| 2016 | O Filho Eterno                      | Cláudia              |                |
| 2018 | O Beijo no Asfalto                  | Selminha             |                |
| 2018 | Todo Clichê do Amor                 | Hellen               |                |
| 2021 | Depois a Louca Sou Eu               | Dani Teixeira        |                |
| 2022 | Bem-Vinda, Violeta                  | Ana                  |                |
| 2025 | Chico Bento e a Goiabeira Maraviósa | Profª Marocas        |                |
| 2026 | Quinze Dias                         | Rita                 |                |
| 2026 | Pele de Rinoceronte                 | Repórter             |                |
| 2026 | Cacilda Becker em Cena Aberta       | Cacilda Becker       |                |

### Internet
| Ano  | Título                                      | Personagem         | Notas                              |
| ---- | ------------------------------------------- | ------------------ | ---------------------------------- |
| 2018 | Rascunhos Esquecidos de Uma Caixa Sem Saída | Leitora            | Episódio: "Abuso"                  |
| 2020 | Dizem Que Falam Que Não Sei O Quê           | Narradora          | Episódio: "6"                      |
| 2020 | Cara Palavra                                | Várias personagens | Também criadora/diretora           |
| 2020 | Se Eu Estivesse Aí                          | Ela                | Também criadora/diretora/produtora |
| 2020 | Diário de Uma Quarentena                    | Dani Teixeira      |                                    |

### Videoclipes
| Ano  | Título                              | Artista           |
| ---- | ----------------------------------- | ----------------- |
| 2005 | "Tenho"                             | Sidney Magal      |
| 2006 | "5 Mentiras"                        | Forgotten Boys    |
| 2012 | "Sapato de Ouro"                    | Sandália de Prata |
| 2020 | "Você não Me Ensinou a Te Esquecer" | Caetano Veloso    |

## Teatro
| Ano  | Peça                                     | Personagem                | Nota                          |
| ---- | ---------------------------------------- | ------------------------- | ----------------------------- |
| 1995 | Flicts                                   | [ 67 ]                    |                               |
| 2004 | Noites Brancas                           | Nástenka                  |                               |
| 2006 | A Serpente                               | Guida                     | Também idealizadora           |
| 2007 | O Continente Negro                       | 3 personagens             | Também idealizadora/produtora |
| 2010 | O Amor e Outros Estranhos Rumores        | Pedro Inácio              | Também idealizadora           |
| 2013 | Contrações                               | Emma                      | Também idealizadora           |
| 2014 | O Rei e a Coroa Enfeitiçada              | –                         | Diretora                      |
| 2015 | Uma Espécie de Alasca                    | –                         | Figurinista                   |
| 2015 | Mantenha Fora do Alcance do Bebê         | Mulher Classe Média       |                               |
| 2017 | Love, Love, Love                         | Sandra e Rose             | Também idealizadora           |
| 2018 | A Minicostureira                         | –                         | Diretora                      |
| 2019 | Neste Mundo Louco, Nesta Noite Brilhante | Mulher abusada na estrada |                               |
| 2020 | Cara Palavra                             | Várias personagens        |                               |
| 2024 | Prima Facie                              | Tessa Ensler              |                               |

## Prêmios e indicações
| Ano  | Prêmio                                                   | Categoria                                       | Nomeações                         | Resultado |
| ---- | -------------------------------------------------------- | ----------------------------------------------- | --------------------------------- | --------- |
| 2001 | Festival de Cinema de Brasília                           | Melhor Atriz em Curta-metragem                  | Françoise                         | Venceu    |
| 2001 | Festival Internacional de Cinema do Rio                  | Melhor Atriz (Menção honrosa)                   | Françoise                         | Venceu    |
| 2001 | Festival de Cinema de Gramado                            | Melhor Atriz em Curta-metragem                  | Françoise                         | Venceu    |
| 2001 | Prêmio Arte Qualidade Brasil - RJ                        | Melhor Atriz Revelação                          | Um Anjo Caiu do Céu               | Venceu    |
| 2001 | Prêmio Arte Qualidade Brasil - SP                        | Melhor Atriz Revelação                          | Um Anjo Caiu do Céu               | Venceu    |
| 2001 | Prêmio Austregésilo de Athayde                           | Melhor Atriz Revelação                          | O Clone                           | Venceu    |
| 2002 | Melhores do Ano                                          | Melhor Atriz Revelação                          | O Clone                           | Venceu    |
| 2002 | Prêmio TV Press                                          | Melhor Atriz                                    | O Clone                           | Venceu    |
| 2002 | Capricho Awards                                          | Melhor Atriz Nacional                           | O Clone                           | Venceu    |
| 2002 | Prêmio Extra de Televisão                                | Melhor Atriz                                    | O Clone                           | Venceu    |
| 2002 | Troféu Super Cap de Ouro                                 | Melhor Atriz de Novela                          | O Clone                           | Venceu    |
| 2002 | Festival de Cinema de Brasília                           | Melhor Atriz                                    | 2 Perdidos numa Noite Suja        | Venceu    |
| 2003 | Prêmio Arte Qualidade Brasil - RJ                        | Melhor Atriz em Filme                           | 2 Perdidos numa Noite Suja        | Venceu    |
| 2003 | Prêmio Arte Qualidade Brasil - SP                        | Melhor Atriz em Filme                           | Lisbela e o Prisioneiro           | Venceu    |
| 2004 | Grande Prêmio do Cinema Brasileiro                       | Melhor Atriz                                    | 2 Perdidos numa Noite Suja        | Venceu    |
| 2004 | Prêmio ACIE de Cinema                                    | Melhor Atriz                                    | 2 Perdidos numa Noite Suja        | Venceu    |
| 2004 | Prêmio Guarani de Cinema Brasileiro                      | Melhor Atriz                                    | 2 Perdidos numa Noite Suja        | Indicada  |
| 2004 | Troféu Usiminas/ Sinparc                                 | Melhor Atriz                                    | Noites Brancas                    | Venceu    |
| 2004 | Prêmio Sated - MG                                        | Melhor Atriz                                    | Noites Brancas                    | Venceu    |
| 2004 | Prêmio Contigo! de TV                                    | Melhor Par Romântico (com Paulo Vilhena)        | Agora É Que São Elas              | Indicada  |
| 2004 | Prêmio Qualidade Brasil - São Paulo                      | Melhor Atriz (Cinema)                           | A Dona da História                | Indicada  |
| 2005 | Prêmio Guarani de Cinema Brasileiro                      | Melhor Atriz Coadjuvante                        | A Dona da História                | Indicada  |
| 2005 | Blockbuster Entertainment Awards                         | Melhor Atriz Revelação                          | Lisbela e o Prisioneiro           | Indicada  |
| 2005 | Blockbuster Entertainment Awards                         | Melhor Beijo (com Selton Mello)                 | Lisbela e o Prisioneiro           | Venceu    |
| 2005 | Blockbuster Entertainment Awards                         | Melhor Par Romântico (com Selton Mello)         | Lisbela e o Prisioneiro           | Venceu    |
| 2005 | Prêmio Contigo! de TV                                    | Melhor Par Romântico (com Marcello Antony)      | Senhora do Destino                | Indicada  |
| 2007 | Prêmio Contigo! de TV                                    | Melhor Atriz                                    | Sinhá Moça                        | Indicada  |
| 2007 | Prêmio Contigo! de TV                                    | Melhor Par Romântico (com Danton Mello)         | Sinhá Moça                        | Indicada  |
| 2007 | Prêmio Arte Qualidade Brasil                             | Melhor Atriz em Filme                           | Primo Basílio                     | Indicada  |
| 2008 | Prêmio Guarani de Cinema Brasileiro                      | Melhor Atriz                                    | Primo Basílio                     | Indicada  |
| 2008 | Prêmio Contigo! de TV                                    | Melhor Atriz                                    | Duas Caras                        | Indicada  |
| 2008 | Prêmio Contigo! de TV                                    | Melhor Par Romântico (com Lázaro Ramos)         | Duas Caras                        | Indicada  |
| 2009 | Festival Paulínia de Cinema                              | Melhor Atriz de Curta-Metragem                  | Doce Amargo                       | Venceu    |
| 2009 | Prêmio Arte Qualidade Brasil                             | Melhor Atriz Coadjuvante de Série ou Minissérie | Som & Fúria                       | Indicada  |
| 2010 | Prêmio Extra de Televisão                                | Melhor Atriz Coadjuvante                        | Escrito nas Estrelas              | Indicada  |
| 2010 | Prêmio Arte Qualidade Brasil                             | Melhor Atriz Coadjuvante                        | Escrito nas Estrelas              | Indicada  |
| 2011 | Prêmio Contigo! de Teatro                                | Melhor Atriz                                    | O Amor e Outros Estranhos Rumores | Venceu    |
| 2012 | Prêmio Contigo! de TV                                    | Melhor Atriz de Série ou Minissérie             | A Mulher Inivisível               | Indicada  |
| 2012 | Prêmio Contigo! de Cinema Nacional                       | Melhor Atriz                                    | Meu País                          | Indicada  |
| 2012 | Grande Prêmio Cinema Brasileiro                          | Melhor Atriz                                    | Meu País                          | Indicada  |
| 2012 | Prêmio Guarani de Cinema Brasileiro                      | Melhor Atriz Coadjuvante                        | Meu País                          | Indicada  |
| 2012 | Prêmio Extra de Televisão                                | Melhor Atriz                                    | Avenida Brasil                    | Indicada  |
| 2012 | Prêmio Quem de Televisão                                 | Melhor Atriz                                    | Avenida Brasil                    | Indicada  |
| 2012 | Meus Prêmios Nick                                        | Atriz Favorita                                  | Avenida Brasil                    | Indicada  |
| 2012 | Melhores do Ano                                          | Melhor Atriz                                    | Avenida Brasil                    | Indicada  |
| 2012 | Prêmio Belo-Horizontinos do Ano                          | Televisão                                       | Avenida Brasil                    | Venceu    |
| 2012 | Prêmio UOL e PopTevê de Televisão                        | Melhor Atriz                                    | Avenida Brasil                    | Venceu    |
| 2013 | Prêmio Contigo! de TV                                    | Melhor Atriz de Novela                          | Avenida Brasil                    | Indicada  |
| 2013 | Prêmio Aplauso Brasil de Teatro                          | Melhor Atriz                                    | Contrações                        | Venceu    |
| 2013 | Troféu APCA                                              | Melhor Atriz                                    | Contrações                        | Venceu    |
| 2014 | Prêmio Questão de Crítica                                | Espetáculo (do Grupo 3 de Teatro)               | Contrações                        | Indicada  |
| 2014 | Prêmio São Paulo de Incentivo ao Teatro Infantil e Jovem | Revelação - Direção (com Cynthia Falabella)     | O Rei e a Coroa Enfeitiçada       | Venceu    |
| 2014 | Prêmio Alta Qualidade                                    | Melhor Peça Infantil (com Cynthia Falabella)    | O Rei e a Coroa Enfeitiçada       | Indicada  |
| 2014 | Prêmio F5                                                | Atriz Coadjuvante do Ano (série ou minissérie)  | Dupla Identidade                  | Venceu    |
| 2015 | Prêmio Contigo! de TV                                    | Melhor Atriz de Série ou Minissérie             | Dupla Identidade                  | Indicada  |
| 2015 | Troféu Internet                                          | Melhor Atriz                                    | Dupla Identidade                  | Indicada  |
| 2015 | Prêmio UOL e PopTevê de Televisão                        | Melhor Atriz                                    | Dupla Identidade                  | Venceu    |
| 2015 | Prêmio APTR de Teatro                                    | Melhor Atriz                                    | Contrações                        | Venceu    |
| 2016 | Prêmio Quem de Televisão                                 | Melhor Atriz                                    | Nada Será Como Antes              | Indicada  |
| 2016 | Prêmio Aplauso Brasil de Teatro                          | Melhor Atriz                                    | Mantenha Fora do Alcance do Bebê  | Indicado  |
| 2017 | Melhores do Ano                                          | Melhor Atriz Coadjuvante                        | A Força do Querer                 | Venceu    |
| 2017 | Melhores do Ano NaTelinha                                | Melhor Vilã                                     | A Força do Querer                 | Venceu    |
| 2017 | Prêmio Revista Minha Novela                              | Melhor Vilã (voto público)                      | A Força do Querer                 | Venceu    |
| 2017 | Prêmio Contigo! Online de TV                             | Melhor Atriz Coadjuvante                        | A Força do Querer                 | Indicada  |
| 2017 | Troféu Vídeo Show                                        | Melhor Final merecido pra Vilã                  | A Força do Querer                 | Venceu    |
| 2017 | Troféu Vídeo Show                                        | Melhor Cena que 'causou'                        | A Força do Querer                 | Venceu    |
| 2017 | Prêmio Cesgranrio de Teatro                              | Melhor Atriz                                    | Love, Love, Love                  | Indicada  |
| 2017 | Prêmio Botequim Cultural                                 | Melhor Atriz                                    | Love, Love, Love                  | Indicada  |
| 2018 | Prêmio APTR de Teatro                                    | Melhor Atriz                                    | Love, Love, Love                  | Indicada  |
| 2018 | Prêmio APCA de Teatro                                    | Espetáculo                                      | Love, Love, Love                  | Indicada  |
| 2018 | Prêmio Aplauso Brasil de Teatro                          | Melhor Elenco (Júri)                            | Love, Love, Love                  | Venceu    |
| 2018 | Prêmio Aplauso Brasil de Teatro                          | Melhor Espetáculo de Grupo                      | Love, Love, Love                  | Indicada  |
| 2019 | Grande Prêmio do Cinema Brasileiro                       | Melhor Atriz                                    | O Beijo no Asfalto                | Indicada  |
| 2019 | Festival SESC de Melhores Filmes                         | Melhor Atriz (voto público)                     | O Beijo no Asfalto                | Venceu    |
| 2019 | Prêmio F5                                                | Melhor Atriz de Série Dramática                 | Se Eu Fechar os Olhos Agora       | Indicada  |
| 2020 | Rio Webfest                                              | Troféu Voto Popular (com Gustavo Vaz)           | Se Eu Estivesse Aí                | Indicada  |
| 2020 | Rio Webfest                                              | Melhor Ideia Original (com Gustavo Vaz)         | Se Eu Estivesse Aí                | Indicada  |
| 2020 | Rio Webfest                                              | Melhor Som (com Gustavo Vaz)                    | Se Eu Estivesse Aí                | Indicada  |
| 2020 | Rio Webfest                                              | Melhor Série da Quarentena (com Gustavo Vaz)    | Se Eu Estivesse Aí                | Indicada  |
| 2020 | Asia Web Awards                                          | Official Selection (com Gustavo Vaz)            | Se Eu Estivesse Aí                | Indicada  |
| 2021 | Séries em Cena Awards                                    | Melhor Atriz Nacional de Filme                  | Depois a Louca Sou Eu             | Indicada  |
| 2022 | Festival Sesc Melhores Filmes                            | Melhor Atriz Nacional                           | Depois a Louca Sou Eu             | Indicada  |
| 2022 | Grande Prêmio do Cinema Brasileiro                       | Melhor Atriz                                    | Depois a Louca Sou Eu             | Indicado  |
| 2022 | Prêmio Guarani de Cinema Brasileiro                      | Melhor Atriz                                    | Depois a Louca Sou Eu             | Indicado  |
| 2023 | Prêmio ArteBlitz de Novela                               | Melhor Atriz Coadjuvante                        | Terra e Paixão                    | Indicada  |
| 2023 | Melhores do Ano - Duh Secco                              | Atriz Coadjuvante                               | Terra e Paixão                    | Venceu    |
| 2024 | Festival Sesc Melhores Filmes                            | Melhor Atriz Nacional                           | Bem-vinda, Violeta!               | Indicado  |
| 2024 | Prêmio Grande Otelo                                      | Melhor Atriz de Filme                           | Bem-vinda, Violeta!               | Indicada  |
| 2024 | Prêmio Shell - RJ                                        | Melhor Atriz                                    | Prima Facie                       | Venceu    |
| 2024 | Prêmio Cenym de Teatro                                   | Melhor Atriz                                    | Prima Facie                       | Indicada  |
| 2024 | Prêmio Cenym de Teatro                                   | Melhor Monólogo                                 | Prima Facie                       | Indicada  |
| 2024 | Prêmio Arcanjo de Cultura                                | Teatro (Solo)                                   | Prima Facie                       | Venceu    |
| 2024 | Prêmio APCA de Teatro                                    | Melhor Atriz                                    | Prima Facie                       | Venceu    |
| 2025 | Prêmio APTR de Teatro                                    | Melhor Atriz                                    | Prima Facie                       | Venceu    |
| 2025 | Prêmio Nise da Silveira                                  | Homemagem                                       | Prima Facie                       | Venceu    |